# شیله
شِیله یا روسری عربی، نوعی روسری است که زنان عرب از آن برای پوشش موهای خود استفاده می‌کنند  و سر ، گردن و سینه را کاملاً می پوشاند. زنان عرب (در ایران) معمولاً آن را با قلابی به نام «چلّاب» می بندند.
این نوع پوشش علاوه بر عرب‌های کشورهای عربی در میان عرب‌های ایران نیز مرسوم است.